# Phonognatha melania
Espèce
Synonymes
- Epeira melania L. Koch, 1871
- Singotypa pallida Dalmas, 1917

Phonognatha melania est une espèce d'araignées aranéomorphes de la famille des Araneidae.

## Distribution
Cette espèce est endémique d'Australie.

## Description
Le mâle décrit par Kallal et Hormiga en 2018 mesure 4,51 mm et la femelle 9,62 mm, les mâles mesurent de 4,51 à 6,96 mm et les femelles de 8,78 à 11,63 mm.

## Systématique et taxinomie
Cette espèce a été décrite sous le protonyme Epeira melania par L. Koch en 1871. Elle est placée dans le genre Meta par Keyserling en 1887, dans le genre Singotypa par Simon en 1894 puis dans le genre Phonognatha par Dondale en 1966.
Singotypa pallida a été placée en synonymie par Kallal et Hormiga en 2018.

## Publication originale
- L. Koch, 1871 : Die Arachniden Australiens, nach der Natur beschrieben und abgebildet. Nürnberg, vol. 1, p. 1-104 (texte intégral).